# Copa Aldao
La Copa Aldao ou Copa Ricardo Aldao, aussi appelé Campeonato Rioplatense ou Copa Río de La Plata, est une compétition de club disputée entre le champion d'Argentine et le champion d'Uruguay de 1913 et 1957.

## Nom de la compétition
Le trophée de la compétition est donné par Ricardo C. Aldao, le président de la Fédération d'Argentine de football de 1912 à 1914 et président de l'Association d'Argentine de Football (AFA) de 1918 à 1919. Le nom de la compétition est le nom du donateur du trophée.

## Histoire
La première édition est organisée en 1913 entre le club argentin Kimberley et le club uruguayen Central. Le match n'est finalement pas joué en raison de pluies diluviennes. Le premier vainqueur de la Copa Aldao est désigné lors de l'édition suivante en 1916.
Au départ, le vainqueur est déterminé sur un match unique ayant lieu alternativement en Argentine et en Uruguay. En 1940, Boca Juniors quitte le terrain sur le score de 2-2 avant la fin du match. Le titre est alors attribué en première instance au Club Nacional de Football, mais les fédérations des deux pays ne parviennent ensuite pas à clarifier si le titre est attribué ou pas.
La Fédération d'Uruguay de football (AUF) et la Fédération d'Argentine (AFA) étudie la situation le 22 janvier 1941 et décide de passer à une rencontre aller-retour.
Depuis lors, la compétition se déroule ainsi sur deux matchs, à l'exception de la Copa Aldao 1942. Cette année-là, le match retour n'est pas joué et c'est le Nacional, vainqueur du match aller, qui est désigné vainqueur.
En 1957, la seconde manche du trophée n'est pas disputée à nouveau. Le Nacional ne joue pas le match retour à Buenos Aires et le titre n'est pas officiellement décerné. La compétition de 1957 est la dernière qui est organisée, les équipes refusant ensuite d'y participer pour des problèmes de calendrier avec les championnats nationaux respectifs.

## Palmarès
- 1913 - non disputé
- 1916 -  Nacional
- 1917 -  Racing Club
- 1918 -  Racing Club (2)
- 1919 -  Nacional (2)
- 1920 -  Nacional (3)
- 1921 -  Huracán 1
- 1923 -  San Lorenzo
- 1927 -  San Lorenzo (2)
- 1928 -  Peñarol
- 1936 -  CA River Plate
- 1937 -  CA River Plate (2)
- 1938 -  Independiente
- 1939 -  Independiente (2)
- 1940 -  Nacional (4) 2
- 1941 -  CA River Plate (3)
- 1942 -  pas attribué 3
- 1945 -  CA River Plate (4)
- 1946 -  Nacional (6) et  San Lorenzo (2) 4
- 1947 -  CA River Plate (5)
- 1957 -  pas attribué 5

1Peñarol décide de ne pas participer à la compétition contre le champion argentin Huracán.
2Boca Juniors quitte le terrain en cours de match sur le score de 2-2. Le titre est remis au Nacional.
3Le match retour n'est pas joué. Le champion n'est pas officiellement proclamé.
4Chaque équipe remporte un match et les deux équipes se partagent le titre, bien que le trophée a été finalement attribué à Nacional pour tourner plus de buts marqués.
5Nacional ne joue pas le match retour. Le champion n'est pas officiellement proclamé.

## Palmarès par club
- River Plate : 5 titres
- Club Nacional de Football : 5 titres
- San Lorenzo : 2 titres
- Independiente : 2 titres
- Racing Club : 2 titres
- Peñarol : 1 titre
- Huracán : 1 titre